# Arc de pas a la plaça Major (Tàrrega)
Arc de pas a la plaça Major és una obra de Tàrrega (Urgell) inclosa a l'Inventari del Patrimoni Arquitectònic de Catalunya.

## Descripció
Arc de pas format entre el carrer del Carme i l'inici de la Plaça Major de Tàrrega. Aquesta arcada fou construïda per deixar pas entre aquests dos carrers. En realitat correspon a una mena de contrafort de l'església parroquial de Santa Maria de l'Alba el qual, a causa de les seves grans dimensions, arriba fins a la casa situada just al seu davant on hi té un contacte directe. Per això, l'any 1693 varen crear la solució de perforar el contrafort mitjançant una arcada.
Aquesta arcada és de mig punt i està formada per vuit dovelles de grans dimensions. En la clau central s'observa la data de construcció (1693). Aquestes dovelles finalitzen en dos muntants horitzontals situats a banda i banda.
Per damunt de l'arcada es pot apreciar tota l'estructura formal del contrafort feta amb carreus de pedra totalment regulars atacats per la humitat i les altres incidències del temps.